# Стар Сити (Саскачеван)
Стар Сити (енгл. Star City) је малено урбано насеље са административним статусом варошице у централном делу канадске провинције Саскачеван. Насеље се налази у близини раскрснице ауто-пута 3 са магистралним друмом 361 на око 20 km источно од града Мелфорта, односно 120 km југоисточно од града Принца Алберта. Око 20 km источније је варошица Тисдејл. 
Готово једина привредна делатност у варошици је пољопривреда.

## Историја
Насеље је добило име по породици локалног имигранта Волтера Старкија у чијој кући је отворена прва пошта и трговина 1902. године. Године 1906. у насељу је живело 109 становника што му је донело административни статус села, а статус варошице додељен му је 1921. године и тада је у Стар Ситију живело преко 600 становника.

## Демографија
Према резултатима пописа становништва из 2011. у варошици је живело свега 460 становника у укупно 198 домаћинстава, што је за 7,5% више у односу на 428 житеља колико је регистровано приликом пописа 2006. године.
| 2001. | 2006. | 2011. |
| ----- | ----- | ----- |
| 482   | 428   | 460   |